# 大貫町 (千葉県)
大貫町（おおぬきまち）は、千葉県君津郡（天羽郡）にかつて存在した町である。現在の富津市の北部に位置している。
中心となる大貫駅は、現在では富津市の代表駅である。

## 沿革
- 1889年（明治22年）4月1日 - 町村制施行により、千種新田、岩瀬村、小久保村が合併し、天羽郡大貫村が発足。
- 1897年（明治30年）4月1日 - 天羽郡が統合されて君津郡となる。
- 1915年（大正4年）1月15日 - 木更津線（現内房線）木更津駅 - 上総湊駅間の開業にともない大貫駅が開業。
- 1920年（大正9年）10月1日 - 町制を施行し大貫町となる。
- 1937年（昭和12年）4月1日 - 吉野村を編入。
- 1955年（昭和30年）3月30日 - 佐貫町と合併し、大佐和町を新設。大貫町消滅。
- 1971年（昭和46年）
  - 4月25日 - 大佐和町が富津町、天羽町と合併し、改めて富津町を新設。
  - 9月1日 - 富津町が市制施行し、富津市となる。

## 町長
- 浅井一郎

## 交通

### 鉄道
- 国鉄（現JR東日本）
  - 房総西線：大貫駅